# Europastraße 403
Die Europastraße 403 (Abkürzung: E 403) ist eine relativ kurze Europastraße (84 km), die in nordsüdlicher Richtung die belgischen Provinzen Westflandern und Hennegau verbindet. Die E 403 beginnt im Ortsteil Zeebrügge der flandrischen Stadt Brügge fast unmittelbar an der Nordsee und führt dann auf der Nationalstraße 31 bis nach Brügge, wo sie in die A17 übergeht, die hier mit der E 40 kreuzt. Die Städte Roeselare (Roulers) und Kortrijk (Courtrai) werden miteinander verbunden, die E 17 südlich von Kortrijk gekreuzt. Schließlich trifft die E 403 am Kreuz Marquain bei Tournai auf die Europastraße 42 (zugleich A 16).
Die E 403 verläuft ausschließlich durch Belgien.